# 北栗山
北栗山（きたぐりやま）は茨城県桜川市犬田に位置する標高72mの山である。

## 概要
岩瀬盆地内に位置する標高72mの独立峰。頂上に殉国の碑、犬田ふるさとコミュニティセンター、岩瀬町営簡易水道西部地区配水場が位置する。
周辺にある岩瀬小学校の校歌に山名が登場する。

## 関係項目
- 岩瀬盆地
- 筑波山地